# Aradus antennalis
Aradus antennalis är en insektsart som beskrevs av Parshley 1921. Aradus antennalis ingår i släktet Aradus och familjen barkskinnbaggar. Inga underarter finns listade i Catalogue of Life.